# Бест, Бен
Бен Бест (англ. Ben Best) — бывший президент и генеральный директор Института Крионики, второй по величине крионической организации в течение девяти лет (между 2003 и 2012 годами). Бест хорошо известен как активный деятель крионики и защитник идей продления жизни. (видео на YouTube о конференции в Германии) Имеет следующие научные степени: бакалавр по фармацевтике Университета Британской Колумбии, по физике и информатике, финансам (Деловое администрирование) университета Саймона Фрейзера в Британской Колумбии, Канада. Бест также имеет сертификат Профессионального Зарегистрированного Парламентария(PRP) Национальной Ассоциации парламентариев. В настоящее время он работает в фонде «Life Extension Foundation».

## Деятельность в крионике
В 1990-е годы Бест был президентом Крионического Общества Канады (КОК) и редактором издания Canadian Cryonics News, последний номер которого вышел весной 2000 года. Он по-прежнему остаётся одним из директоров КОК. Бест также являлся казначеем местного отделения организации Менса в Торонто.
Как и многие другие крионисты, в середине 1990-х Бест уволился из Alcor Life Extension Foundation и вступил в организацию CryoCare Foundation, которую в конце 1993 года основала небольшая группа неудовлетворённых активистов Alcor. В марте 1995 года он стал секретарём CryoCare, а в 1999 году короткое время был президентом CryoCare и старался предотвратить закрытие организации, которая прекратила своё существование в 2000 году.
В 2001 году по просьбе президента и генерального директора Пола Уакфера Бест стал президентом и генеральным директором Института Нейронной Криобиологии(ИНК). Таким образом, Бен помог осуществить проект Hippocampal Slice Cryopreservation Project (Криосохранение срезов гиппокампа), который начался в 1998 году, как прямой результат проекта The Prometheus Project, начатого Уакфером в 1996 году. Целью первого из них, который финансировался ИНК совместно с Harbor-UCLA Research and Education Institute, была витрификация срезов гиппокампа мозга крысы, что включало охлаждение до — 130 градусов С, восстановление температуры (согревание) и тестирование жизнеспособности. Сделанные в ходе этого исследования открытия были включены в правила витрификации Медицины 21-го века. Доктор Юрий Пичугин был приглашён с Украины для работы в США Уакфером и доктором Робертом Морином, профессором-исследователем патологии REI и заведующим отделом патологии в Harbor-UCLA, для проведения в Harbor-UCLA исследований в рамках проекта под руководством Морина в качестве руководителя исследования и доктора Грегори Фэй, главного научного сотрудника Twenty-First Century Medicine, в качестве исследователя -консультанта. Результаты проекта по криоконсервации срезов гиппокампа были опубликованы в апреле 2006 года в журнале «Криобиология».
В сентябре 2003 года Бест стал президентом и генеральным директором Института крионики, заступив на место Роберта Эттингера, который был президентом с 1976 года, с самого момента образования организации. В 2007 году на третьей конференции SENS, проводившейся в Кембридже, Бест представил презентацию «Доказательства того, что крионика может сработать». Эта презентация легла в основу работы, опубликованной в 2008 году в издании Rejuvenation Research под заголовком «Научное обоснование крионической практики». В 2012 году, после самого продолжительного срока службы со времени основателя организации Роберта Эттингера, Бест ушёл с должности президента и генерального директора Института Крионики, однако продолжает оставаться его директором.

## Деятельность по продлению жизни
Бест активно работает в области биогеронтологии. Он регулярно посещает конференции по геронтологии, о многих из них он рассказывает в журнале Life Extension. Он участвовал в дебатах с Обри де Греем в Bulletin Board of SAGE KE. Его монография «Механизмы старения» была перепечатана в журнале «Клинические протоколы противодействия старению 2004—2005» Американской академией геронтологической медицины. Обзор Беста «Повреждения ДНК как основная причина старения» опровергает заявление OncoSENS о том, что повреждение ядер ДНК влияет на старение только вследствие возникновения рака.

## Публикации
Бест опубликовал статьи своём сайте по более 150 различным темам, от науки и медицины до истории и философских размышлений. Следующие статьи:
- Причины смерти
- Мозговые нейротрансмиттеры
- Механизмы старения
- Смерть от рака — причины и профилактика
- История рождества